# Кемп-Свіфт (Техас)
Кемп-Свіфт (англ. Camp Swift) — переписна місцевість (CDP) в США, в окрузі Бастроп штату Техас. Населення — 7943 особи (2020).

## Географія
Кемп-Свіфт розташований за координатами 30°11′17″ пн. ш. 97°17′36″ зх. д. / 30.18806° пн. ш. 97.29333° зх. д. (30.188147, -97.293207).  За даними Бюро перепису населення США в 2010 році переписна місцевість мала площу 31,44 км², з яких 31,24 км² — суходіл та 0,20 км² — водойми.

## Демографія
Згідно з переписом 2010 року, у переписній місцевості мешкали 6383 особи в 1568 домогосподарствах у складі 1163 родин. Густота населення становила 203 особи/км².  Було 1800 помешкань (57/км²).
Расовий склад населення:
| - 63,1 % — білих - 10,5 % — чорних або афроамериканців - 1,9 % — корінних американців - 0,5 % — азіатів - 0,1 % — вихідців з тихоокеанських островів - 20,1 % — осіб інших рас |

До двох чи більше рас належало 3,8 %. Частка іспаномовних становила 44,0 % від усіх жителів.
За віковим діапазоном населення розподілялося таким чином: 23,6 % — особи молодші 18 років, 70,2 % — особи у віці 18—64 років, 6,2 % — особи у віці 65 років та старші. Медіана віку мешканця становила 34,9 року. На 100 осіб жіночої статі у переписній місцевості припадало 166,6 чоловіків;  на 100 жінок у віці від 18 років та старших — 189,8 чоловіків також старших 18 років.
Середній дохід на одне домашнє господарство  становив 82 517 доларів США (медіана — 44 886), а середній дохід на одну сім'ю — 78 488 доларів (медіана — 63 986). Медіана доходів становила 35 532 долари для чоловіків та 28 456 доларів для жінок. За межею бідності перебувало 17,1 % осіб, у тому числі 21,8 % дітей у віці до 18 років та 9,6 % осіб у віці 65 років та старших.
Цивільне працевлаштоване населення становило 2099 осіб. Основні галузі зайнятості: будівництво — 22,7 %, освіта, охорона здоров'я та соціальна допомога — 18,5 %, роздрібна торгівля — 16,2 %.